# Alshark
Alshark (アルシャーク) est un jeu vidéo de rôle développé par Popcorn Soft et édité par Right Stuff en 1991 sur X68000. Il a été adapté sur Mega-CD en 1993 et PC-Engine (Super CD-ROM²) en 1994. Le jeu a seulement été commercialisé au Japon.